# Danny Koevermans
Danny Koevermans (Schiedam, 1978. november 1. –) válogatott holland válogatott labdarúgó, csatár.

## Pályafutása

### Sparta Rotterdam
Profi pályafutását itt kezdte, öt szezonon keresztül volt a Sparta Rotterdam játékosa.

### AZ Alkmaar
2005-ben érkezett az Alkmaar csapatába, a 2006-2007-es szezon volt a legjobb szezonja a csapatnál, 22 gólt jegyzet és behívták a válogatottba.

### PSV Eindhoven
2007. augusztus végén csatlakozott a PSV Eindhoven csapatához, 6.000.000 €-t fizettek érte. Arouna Koné pótlásása volt a feladata aki a Sevilla FC csapatába igazolt.

### Toronto
2009. június 29-én bejelentették hogy Torsten Frings-sel együtt az MLS-ben szereplő Toronto FC-hez igazoltak.

### A válogatottban
Első válogatott mérkőzésén Szlovénia ellen lépett pályára 2007. március 28-án egy EB selejtező mérkőzésen.

## Statisztika
| Szezon  | Klub             | Kiírás         | Mérkőzések | Gólok |
| ------- | ---------------- | -------------- | ---------- | ----- |
| 2000/01 | Sparta Rotterdam | Eredivisie     | 4          | 0     |
| 2001/02 | Sparta Rotterdam | Eredivisie     | 23         | 7     |
| 2002/03 | Sparta Rotterdam | Eerste Divisie | 34         | 25    |
| 2003/04 | Sparta Rotterdam | Eerste Divisie | 20         | 15    |
| 2004/05 | Sparta Rotterdam | Eerste Divisie | 29         | 24    |
| 2005/06 | AZ               | Eredivisie     | 21         | 9     |
| 2006/07 | AZ               | Eredivisie     | 31         | 22    |
| 2007/08 | PSV Eindhoven    | Eredivisie     | 29         | 14    |
| 2008/09 | PSV Eindhoven    | Eredivisie     | 26         | 8     |
| 2009/10 | PSV Eindhoven    | Eredivisie     | 22         | 11    |
| 2010/11 | PSV Eindhoven    | Eredivisie     | 14         | 1     |
|         |                  | Összesen       | 253        | 136   |